# Skałki (Tenczynek)
Skałki – północno-zachodnia część wsi Tenczynek w Polsce, położona w województwie małopolskim, w powiecie krakowskim, w gminie Krzeszowice.
W latach 1975–1998 Skałki administracyjnie należały do województwa krakowskiego.
W tej części wsi rozciągają się wielkie ogródki działkowe Enklawa A i Enklawa B. Znajduje się tu wzniesienie Garbu Teńczyńskiego o nazwie Skałki. Zachodnie krańce  położone są przy granicy z Wolą Filipowską, przy drodze do Rudna (droga powiatowa nr 2124K), przy Puszczy Dulowskiej oraz wzniesieniu Pasternik (ul. Do Rudna).